# Via ferrata dans les Dolomites
Les via ferrata dans les Dolomites existent depuis le XIXe siècle (la première via ferrata française date de la fin du XXe siècle). Leur caractère historique et leur situation dans le massif des Dolomites inscrit au patrimoine de l'Unesco depuis 2009 leur confèrent un attrait particulier pour les amateurs de sports de montagne.

## Origine

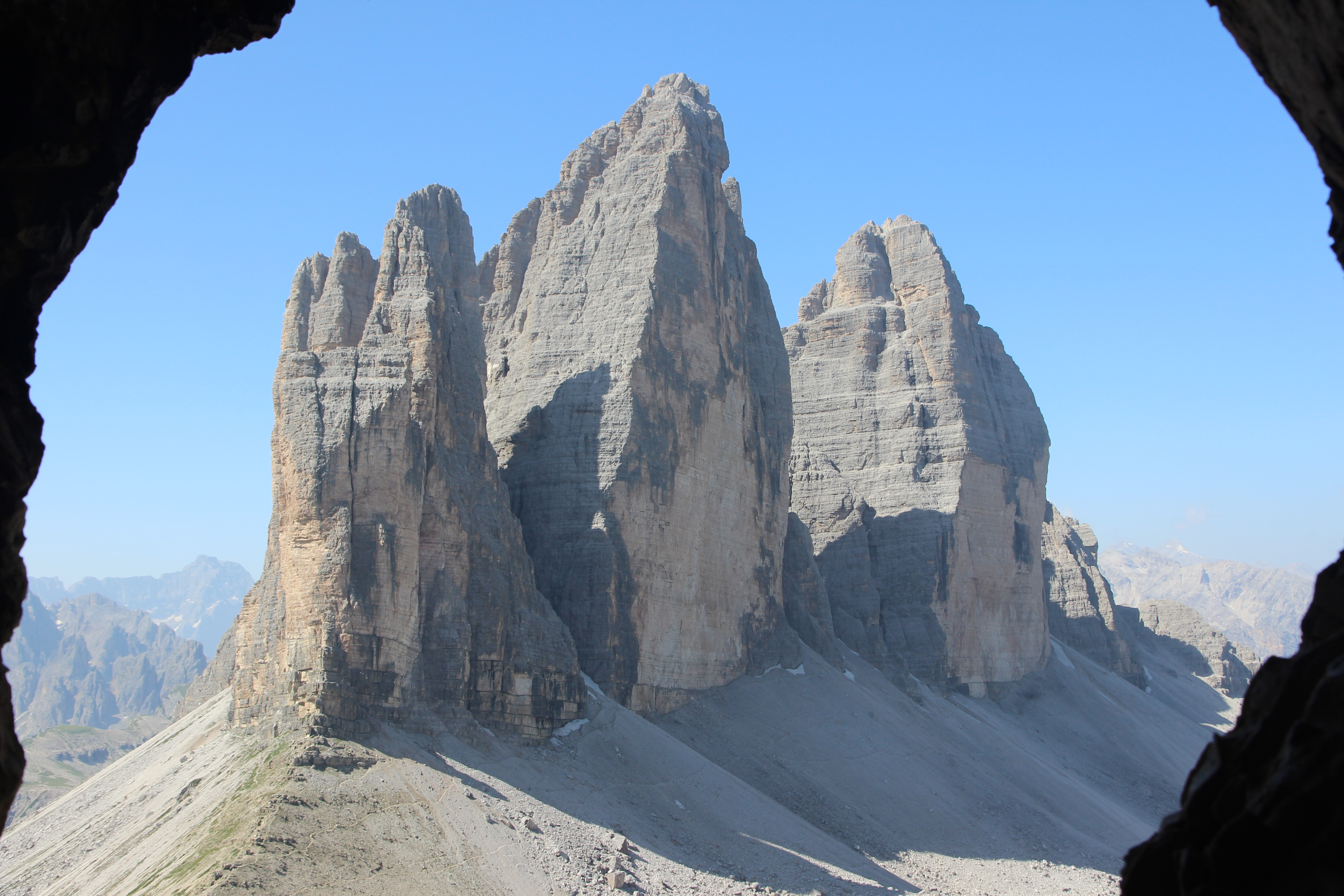
Tre Cime di Lavaredo - vue depuis la via ferrata De Luca-Innerkofler.

Les Dolomites se trouvent en Italie du Nord et font partie des Alpes. Le relief dolomitique, unique au monde, est composé d'une roche, la dolomie, qui est un carbonate double de calcium et de magnésium. Des processus successifs d'érosion de ces différentes roches ont modelé et sculpté ces montagnes et sont à l'origine de reliefs qui se caractérisent par des falaises abruptes et  des murailles verticales. Le  nom de dolomite leur a été donné en référence à Déodat Gratet de Dolomieu (1750-1801).

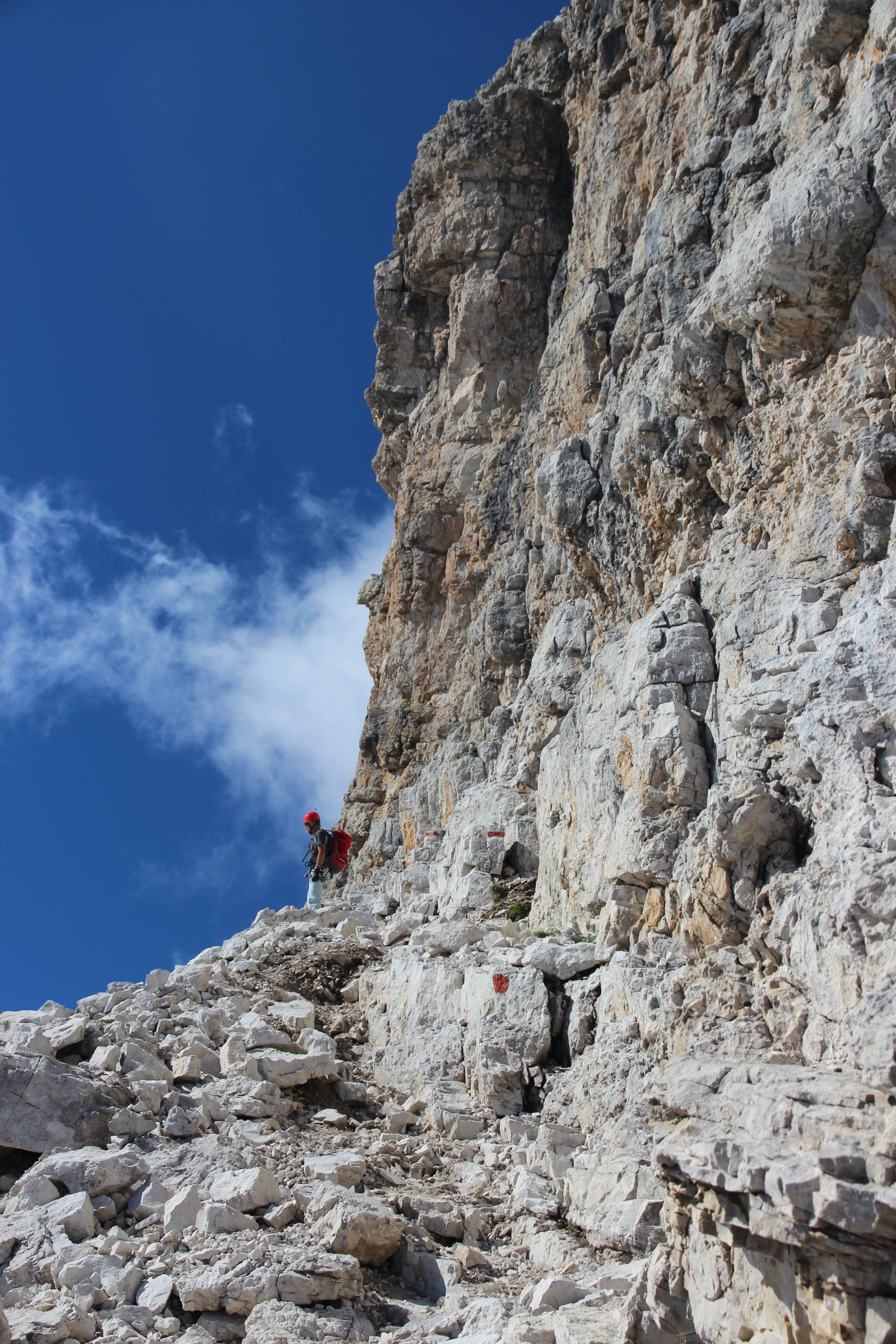
Vire dans la via ferrata delle Bocchette.

Les via ferrata ont été créées dans ces massifs pour ouvrir des passages[pourquoi ?] dans la montagne à l'aide d'équipements constitués d'échelles ou de câbles en acier, d'où le nom de via ferrata qui signifie voie « ferrée » (au pluriel on devrait dire comme les italiens : vie ferrate; en français, le terme via ferrata est utilisé au singulier et au pluriel). Durant la guerre de 1915-1918, sur le front italien, les Autrichiens et les Italiens ont équipé de nombreuses parois, vires et galeries jusqu'aux plus hautes altitudes.

## Situation
Les via ferrata dans les Dolomites sont très nombreuses, réparties sur tous les massifs. Le Wikipédia italien n'en dénombre pas moins de 60 réparties entre les Dolomites orientales et les Dolomites occidentales.  En voici quelques-unes classées par massif et par ville, chacune étant un potentiel point de départ. Sur les cartes panoramiques ci-après, les villes sont entourées et les massifs indiqués par une flèche.

### Dolomites orientales

#### autour deCortina d'Ampezzo( Vénétie,  province de Belluno) encore appelées 'Dolomiti Ampezzane'
- dans les Tofane : la via ferrata Giovanni Lipella, la via ferrata Punta Anna, le sentier Giuseppe Olivieri, le sentier Astaldi
- dans les Cadini : le  'sentiero attrezzato' Bonacossa
- dans le Cristallo : la via ferrata Ivano Dibona
- dans le Lavaredo : la via ferrata De Luca-Innerkofler autour des Tre Cime
- dans le Nuvolau : la via ferrata Averau

### Dolomites occidentales

#### Autour deMadonna di Campiglio(Trentin- Haut-Adige, province de Trente)
Dans le massif de Brenta : la via delle Bocchette Alte, la via delle Bochette Centrali, le sentier Benini, le sentier Sosat, notamment.

#### autour deSelva(Val Gardena),Canazei(Val di Fassa) ouCorvara(Val Badia)
- dans le Sella : la via ferrata Brigata Tridentina, la via attrezzata Cesare Piazetta, la via ferrata Piz da Lech de Boé
- dans le Catinaccio : la via ferrata Passo Santner, la via ferrata del passo delle Scalette
- sur la Marmolada (glacier et point culminant des dolomites) : Cresta Occidentale

Panorama des Dolomites
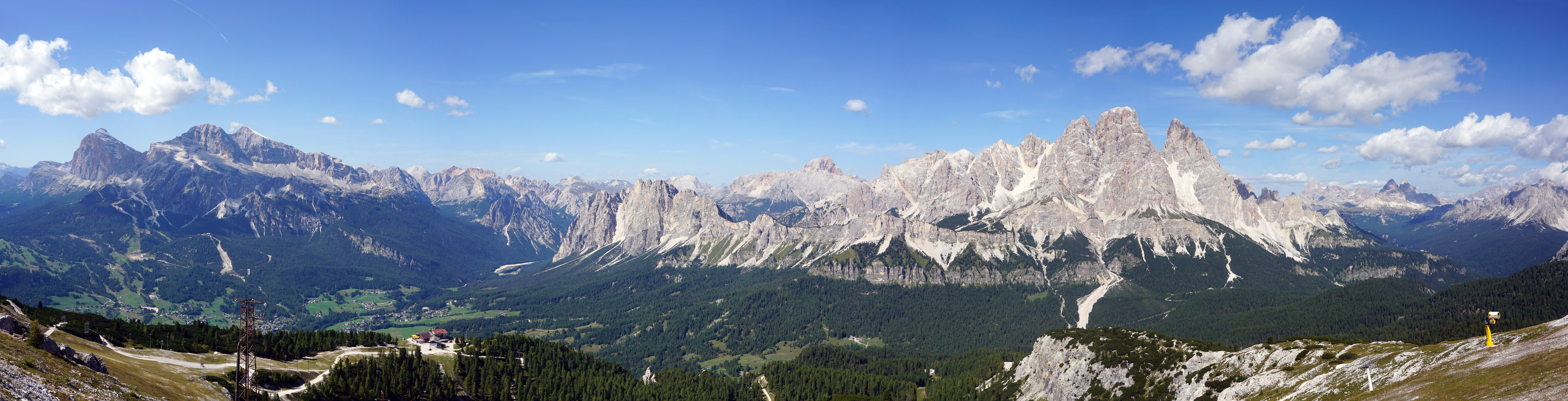
Massifs autour de Cortina d'Ampezzo.
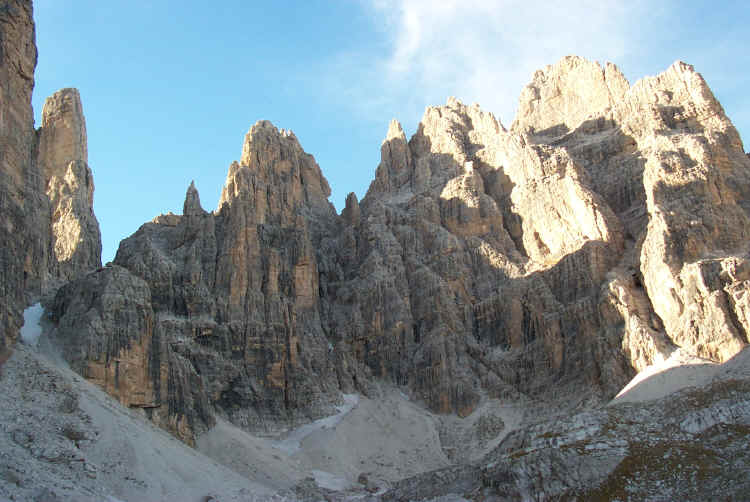
Dolomites de Brenta autour de Madonna di Campiglio.
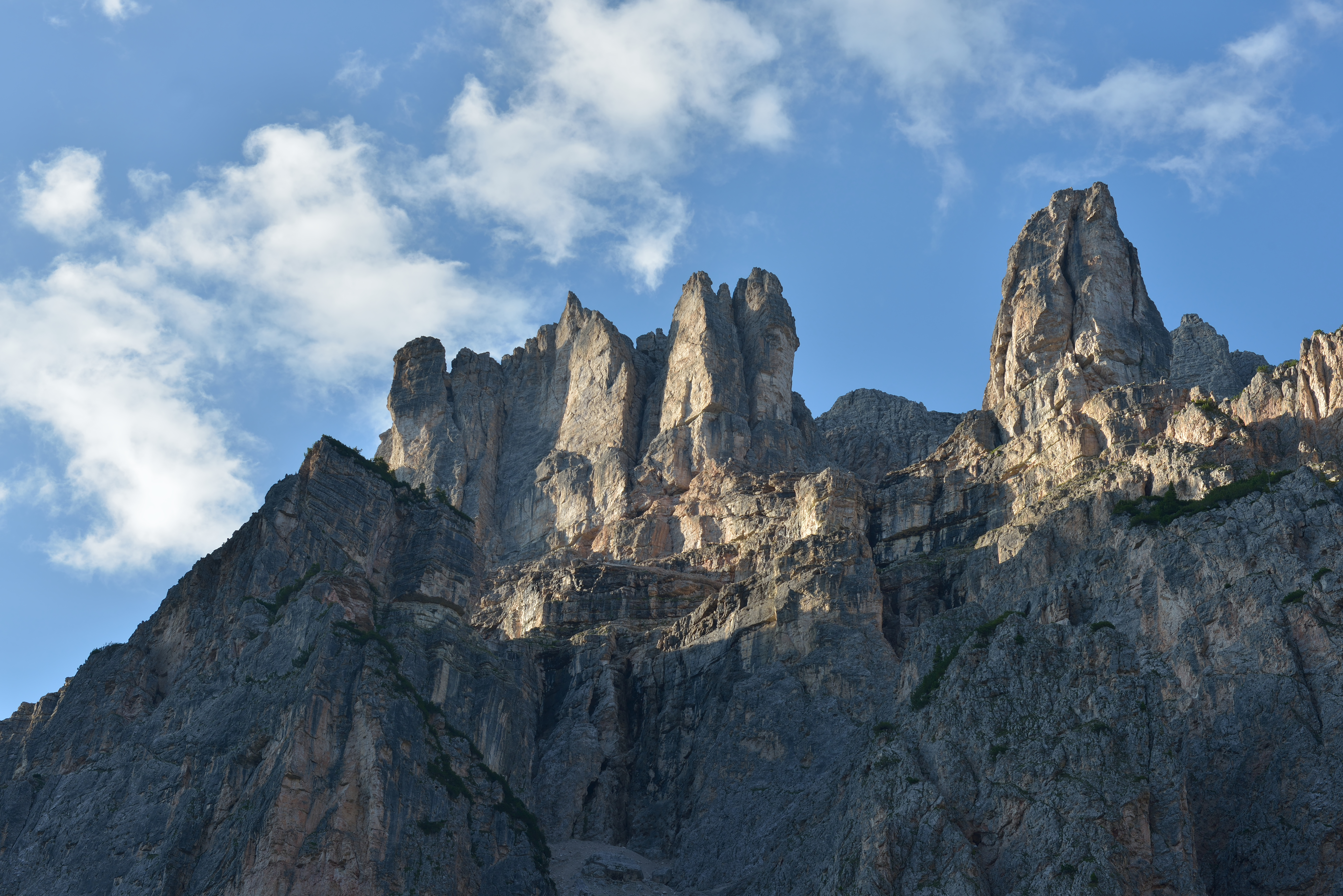
Dolomites occidentales autour de Selva, Canazei et Corvara.

## Caractéristiques

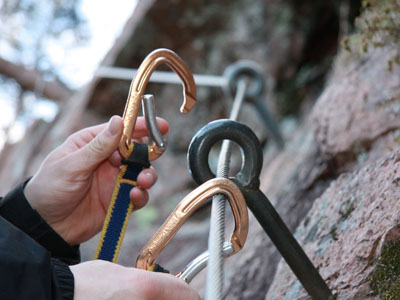
Mousquetons pour se relier au cable.

Nommés via ferrata, sentier ou sentiero attrezzato (sentier aménagé), les exemples donnés correspondent tous à des voies équipées pour sécuriser et faciliter la progression dans certains passages délicats : câbles, échelles ou échelons métalliques. Un équipement spécifique est nécessaire, le matériel de via ferrata qui comprend :
- un casque pour se protéger la tête des chutes de pierres et des coups sur les rochers dans les passages étroits ou en surplomb ;
- un équipement de via ferrata avec un baudrier, des mousquetons et des longes pour se relier au câble, un absorbeur pour amortir une chute éventuelle ;
- des gants pour protéger les mains pendant les manipulations sur les câbles et les échelles ;
- une lampe pour les galeries militaires ;
- le matériel classique en montagne : chaussures, vêtements chauds et imperméables, eau, vivres, etc. Sur certains parties d'itinéraire exposées à l'ombre, des névés peuvent subsister l'été (l'équipement est enfoui sous la neige dure), un piolet voire une corde peuvent utilement être emportés.

En France, au départ de chaque via ferrata, on trouve généralement un panneau avec des informations sur la durée, le niveau de difficulté, les échappatoires possibles. Dans les Dolomites, étant donné leur caractère historique et rustique, les via ferrata ne sont souvent signalées que par leur nom et parfois par l'avertissement solo per esperti (seulement pour les experts). Afin de ne pas être en butte à des difficultés insurmontables ou à un environnement qui peut impressionner (ampleur des parois, caractère aérien, état des équipements, isolement), il s'avére indispensable de bien étudier au préalable la description de la via ferrata (itinéraire, difficultés, durée, etc.). Certains ouvrages détaillent les itinéraires :
- le livre de Pascal Sombardier 'Les Via Ferrata des Dolomites' -Editions Glénat 2016,
- des livres en italien comme ' Stupende ferrate delle dolomiti. de Eduard Hüsler et Manfred Kostner  - Editions Athesia 2015,
- de nombreux topo-guides en italien et les cartes associées : guida escursionistica ou Vie ferrate comme ceux de la collection Kompass,
- certains sites Web (voir la bibliographie) en italien, parfois en anglais ou allemand, comme:
  - celui des communes de Cortina, Madonna, du Val di Fassa ;
  - ou faits par des guides comme guidedolomiti.

Il est également recommandé :
- d'entretenir sa condition physique et de ne pas surestimer ses possibilités techniques et physiques ; remonter des échelles verticales parfois branlantes pendant des heures en altitude avec un sac à dos peut rapidement être éprouvant ;
- se renseigner sur les horaires des téléphériques et des transports en commun si l'on doit les utiliser à l'aller ou au retour ;
- de se renseigner sur les prévisions météorologiques. Les Dolomites font l'objet d'un micro-climat sur certains massifs avec des précipitations notamment l'après-midi, même en été ; privilégier les départs matinaux ;
- de se renseigner localement auprès des bureaux des guides de montagne sur les conditions car certains itinéraires peuvent être modifiés par l'homme (nouveaux aménagements pour le ski, fermetures de téléphérique, par exemple) ou par la nature elle-même (comme lors de l'éboulement à Cortina en 2017) ;
- de considérer l'exercice de la via ferrata dans les Dolomites comme une véritable course d'alpinisme en montagne (marche d'approche, délais, préparation intellectuelle,  physique et technique, aléas météo, etc).

## Exemples de via ferrata autour de Cortina

### Via ferrata Ivano Dibona
Dans le massif du Cristallo, au nord-est de Cortina d'Ampezzo, la via ferrata Ivano Dibona (parfois appelée aussi sentier Ivano Dibona) commence (ou finit suivant le sens de parcours) à la Forcella Stounies (2 918 m). Après une première galerie, il faut passer sur une passerelle longue de 27 m, celle qui a été utilisée dans le film Cliffhanger avec Sylvester Stallone (dans le film sorti en 1993,  elle est détruite... elle a été reconstruite depuis!). Ensuite, à l'aide d'échelles, de câbles sur des vires, la via ferrata parcourt la crête avec une vue panoramique sur les Dolomites, en passant de col en col: Forcella Grande (2 874 m), Forcella Padeon (2 760 m), Forcella Alta (2 650 m), Forcella Bassa (2 417 m). Elle est parsemée de vestiges de la guerre comme un abri militaire à 2 760 m (Buffa di Perrero) et des passerelles en bois. Pour les temps de parcours et la difficulté, on peut se référer aux ouvrages cités dans la bibliographie.

Via Ferrata Ivano Dibona
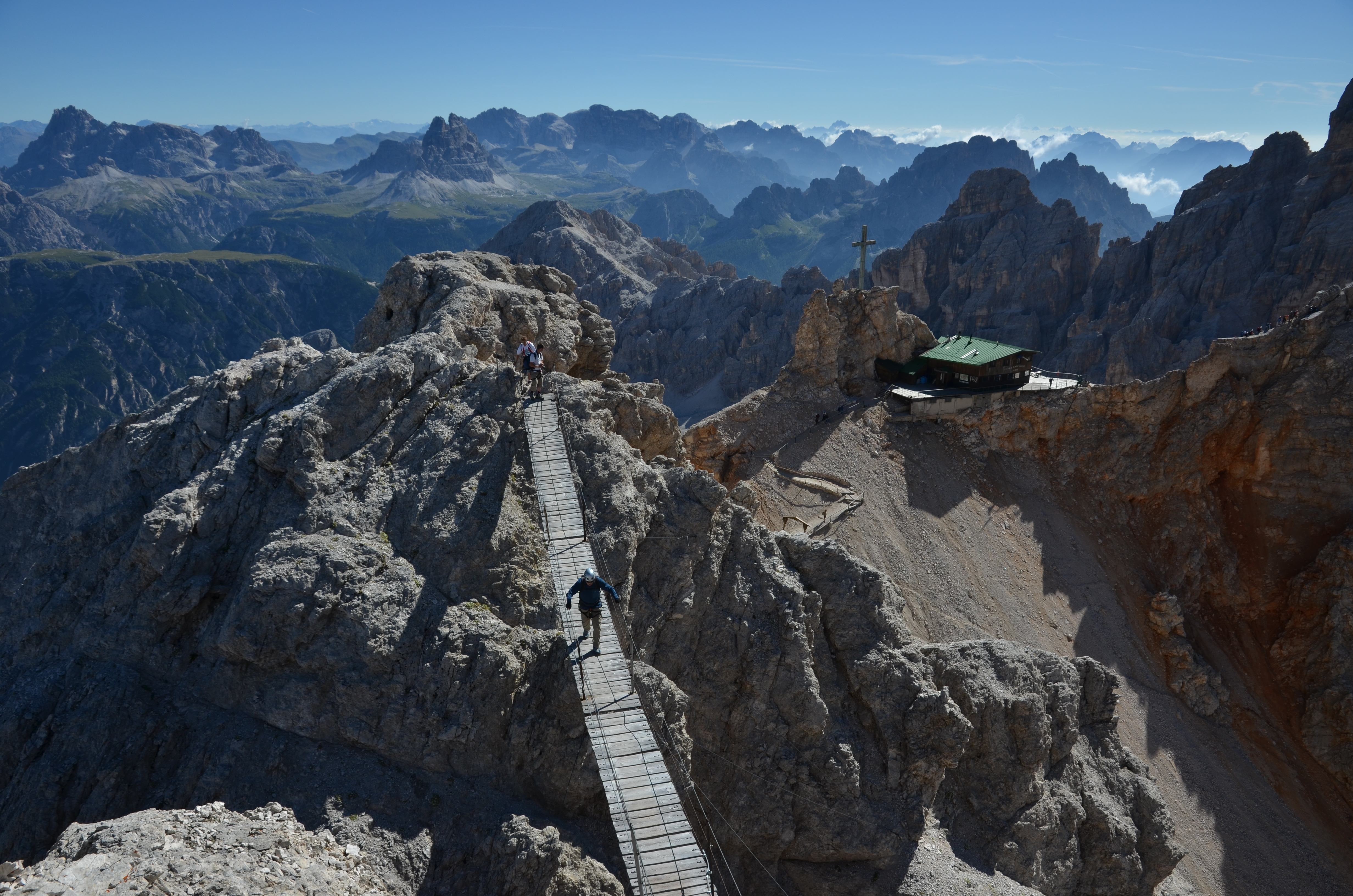
La passerelle(1).
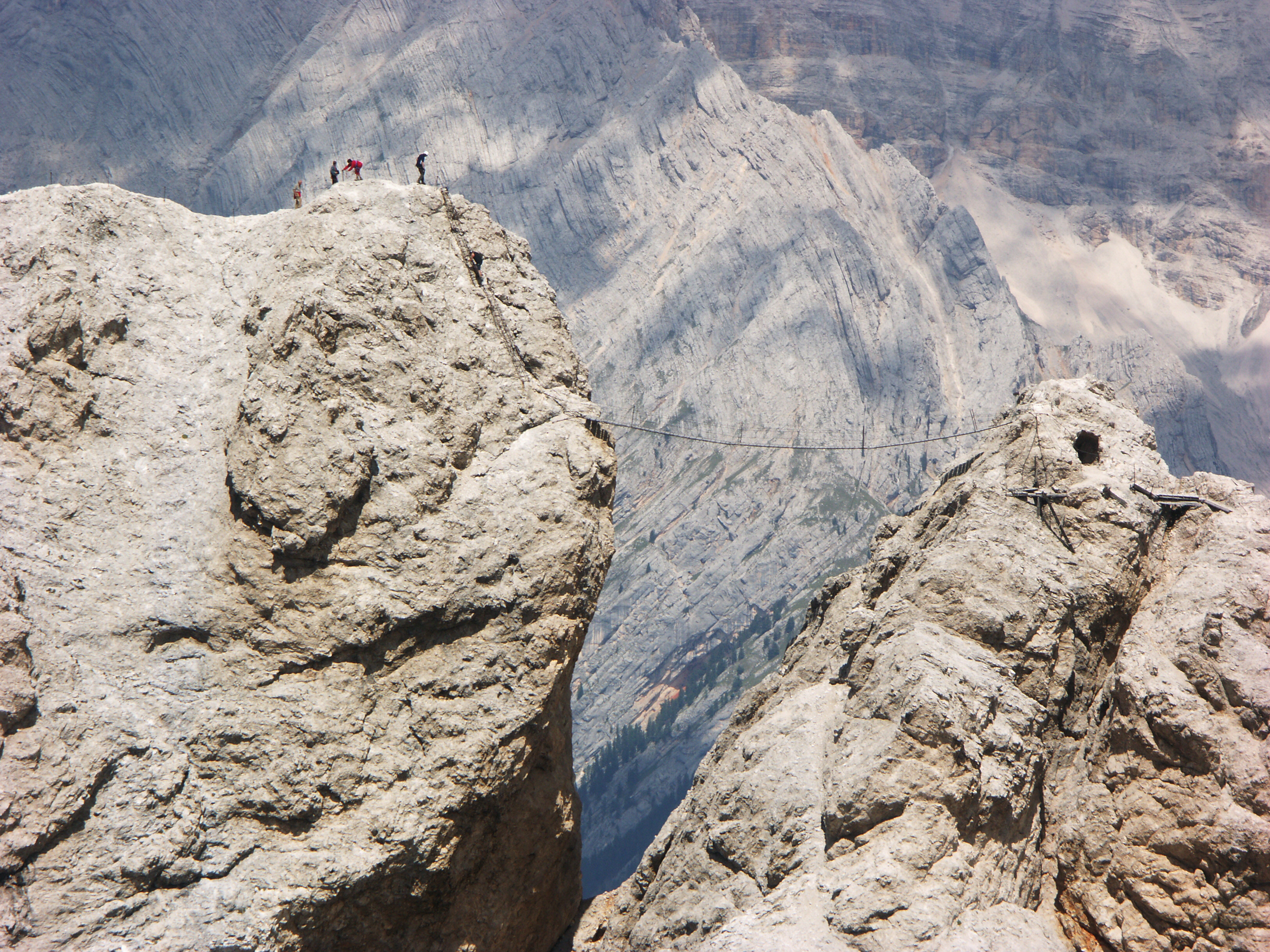
La passerelle (2).
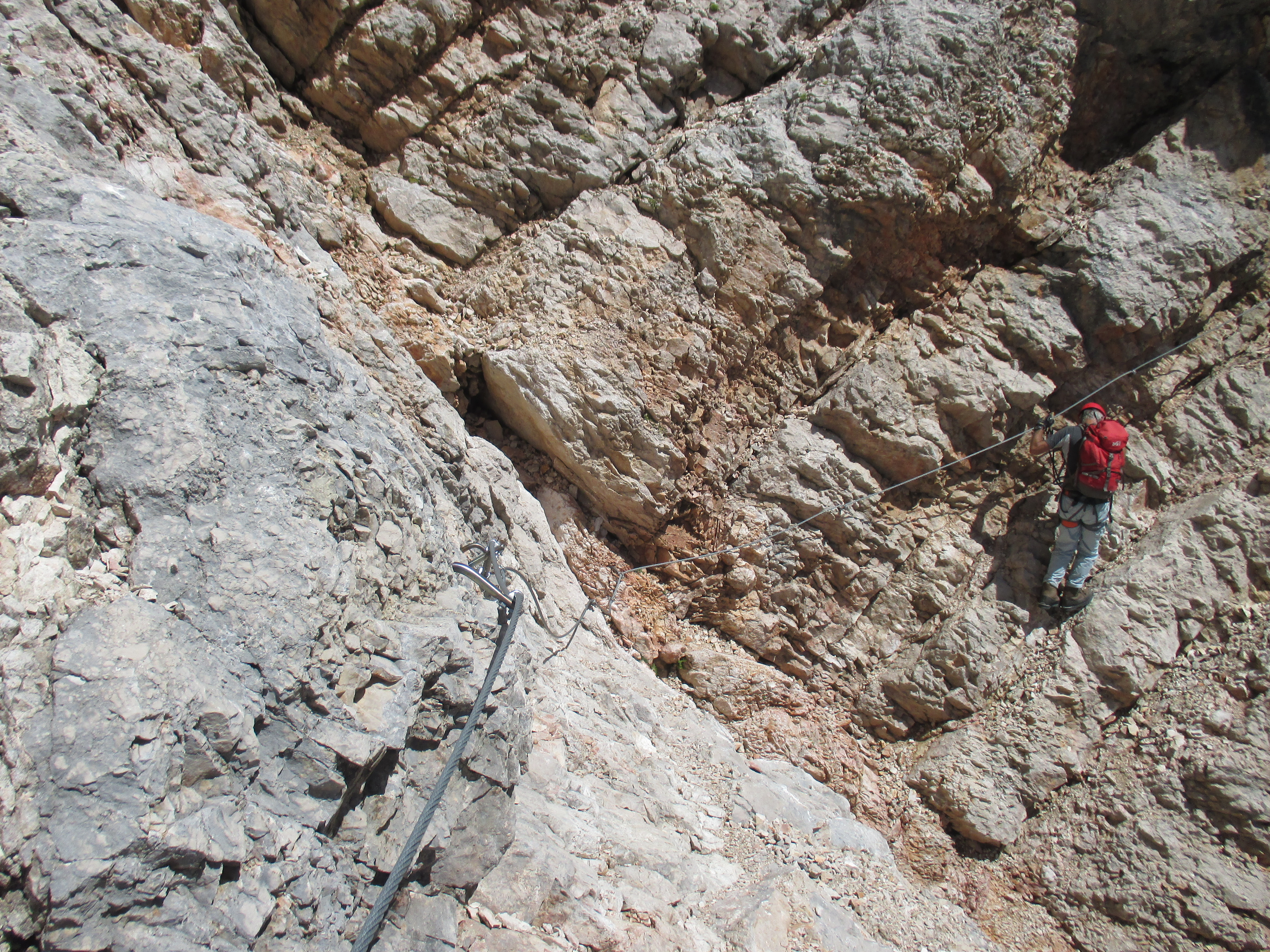
Vire .
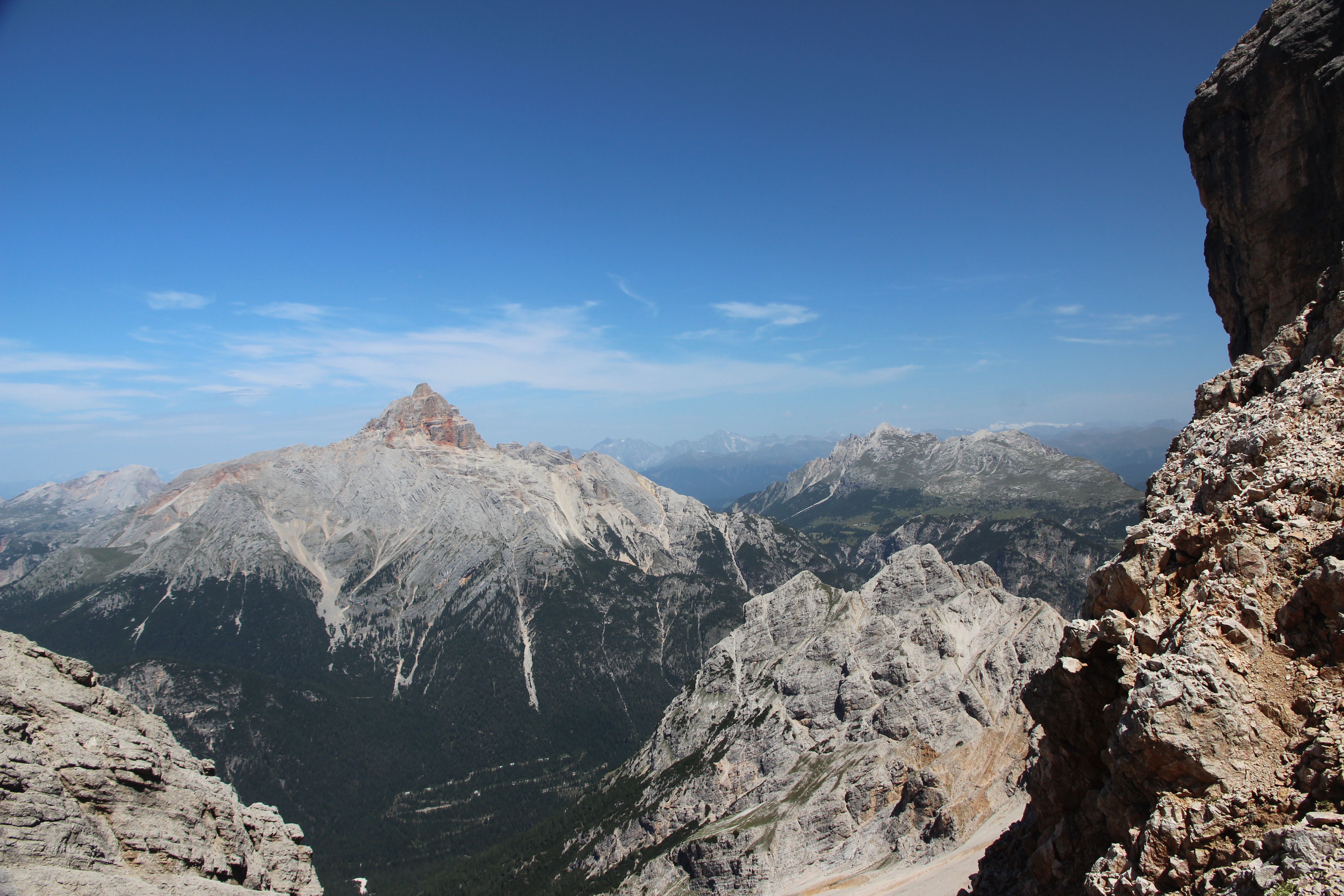
Vue panoramique de La Forcella Alta.
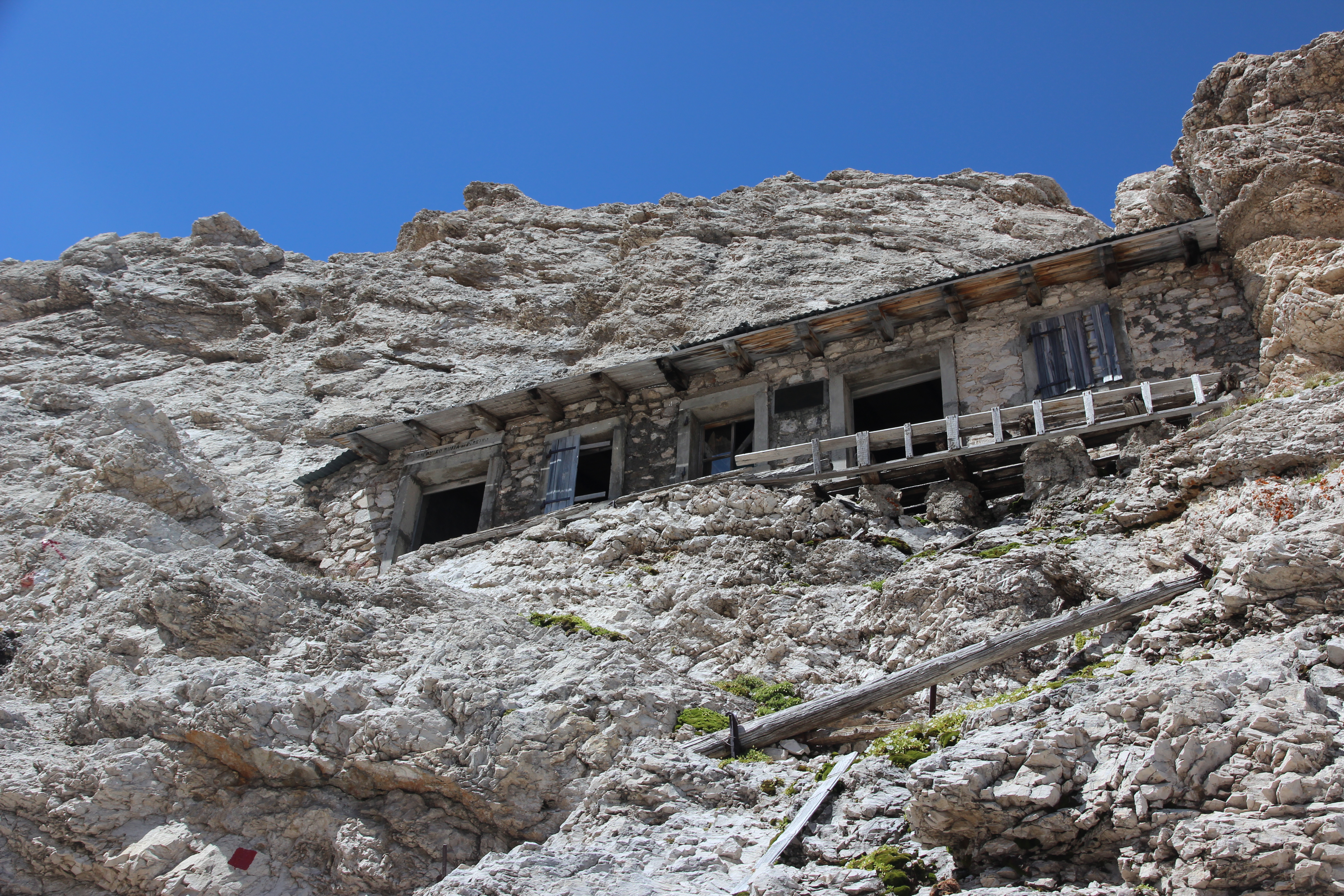
Le bivouac Buffa di Perrero.
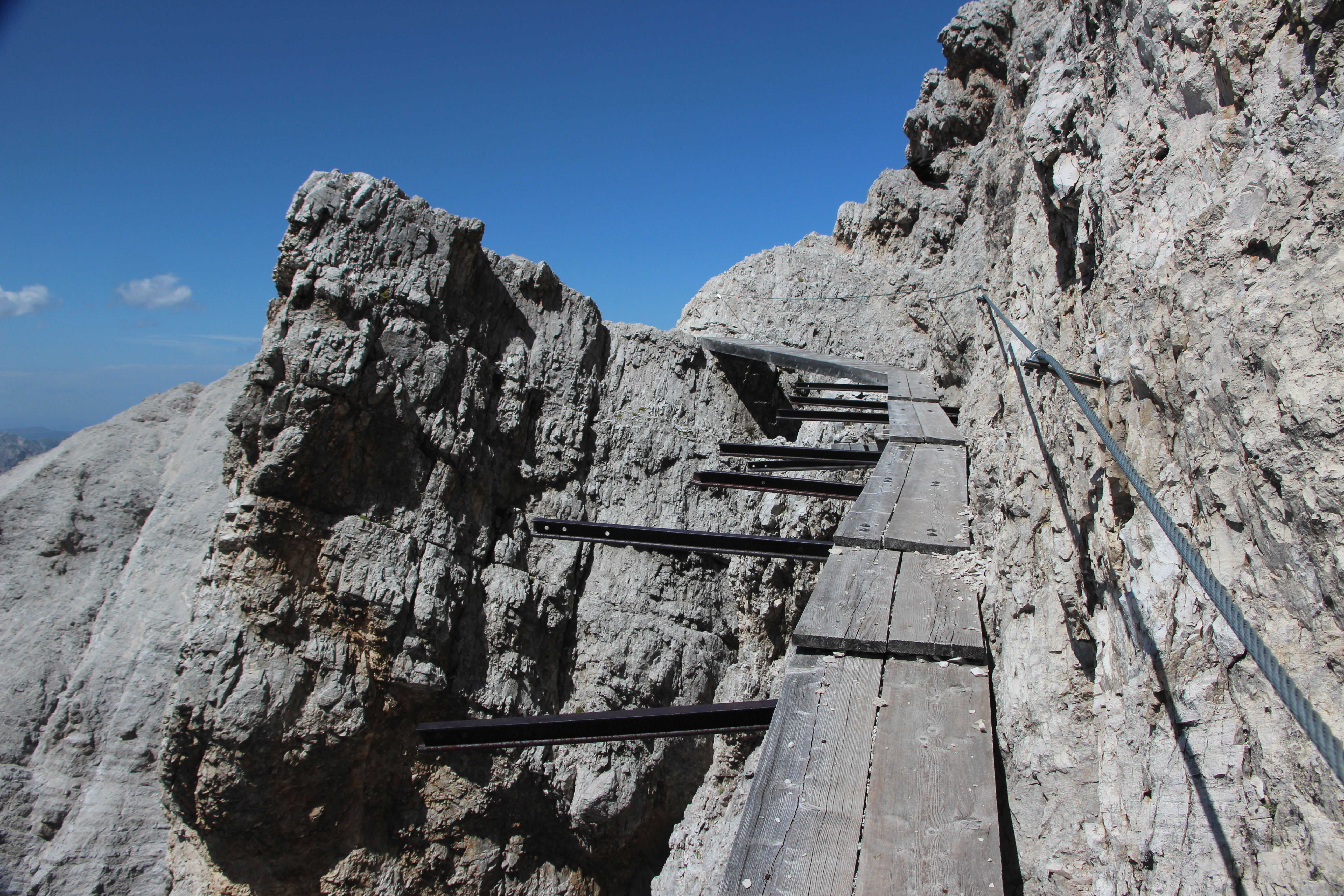
Passerelle en bois.

### Découvrir et redécouvrir les 'Tre Cime'
Les Tre Cime di Lavaredo  sont les trois Cimes les plus célèbres des Dolomites , composées de la Cime Grande (2999m) la plus haute et centrale, Cima Ovest (2973m) à l'Ouest et la Cima Piccola (2 857 m) la plus petite. Fréquemment utilisées comme un symbole des Dolomites, elles sont en première page du site de la Fondation Unesco.
Pour les admirer, on peut en faire le tour dans une randonnée facile et très fréquentée en été sur un sentier qui passe par 3 refuges : refuge  Auronzo (2 320 m) accessible par une route carrossable à péage à partir du lac de Misurina, refuge Lavaredo (2 344 m) et refuge Antonio Locatelli (2 405 m).

Randonnée qui fait le tour des 3 Cime
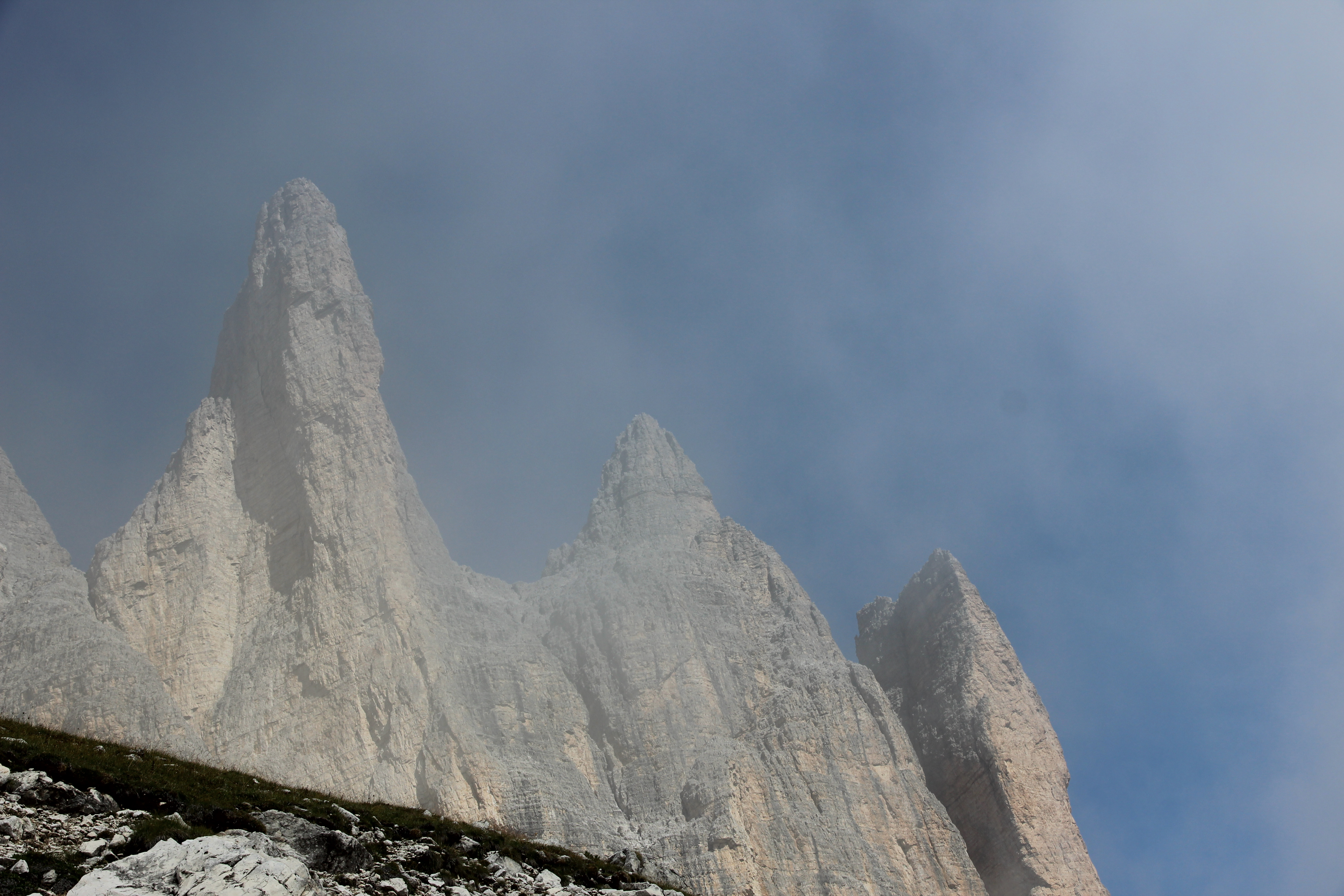
Peu après le refuge Auronzo,  ce jour-là, la randonnée  a débuté dans le brouillard...
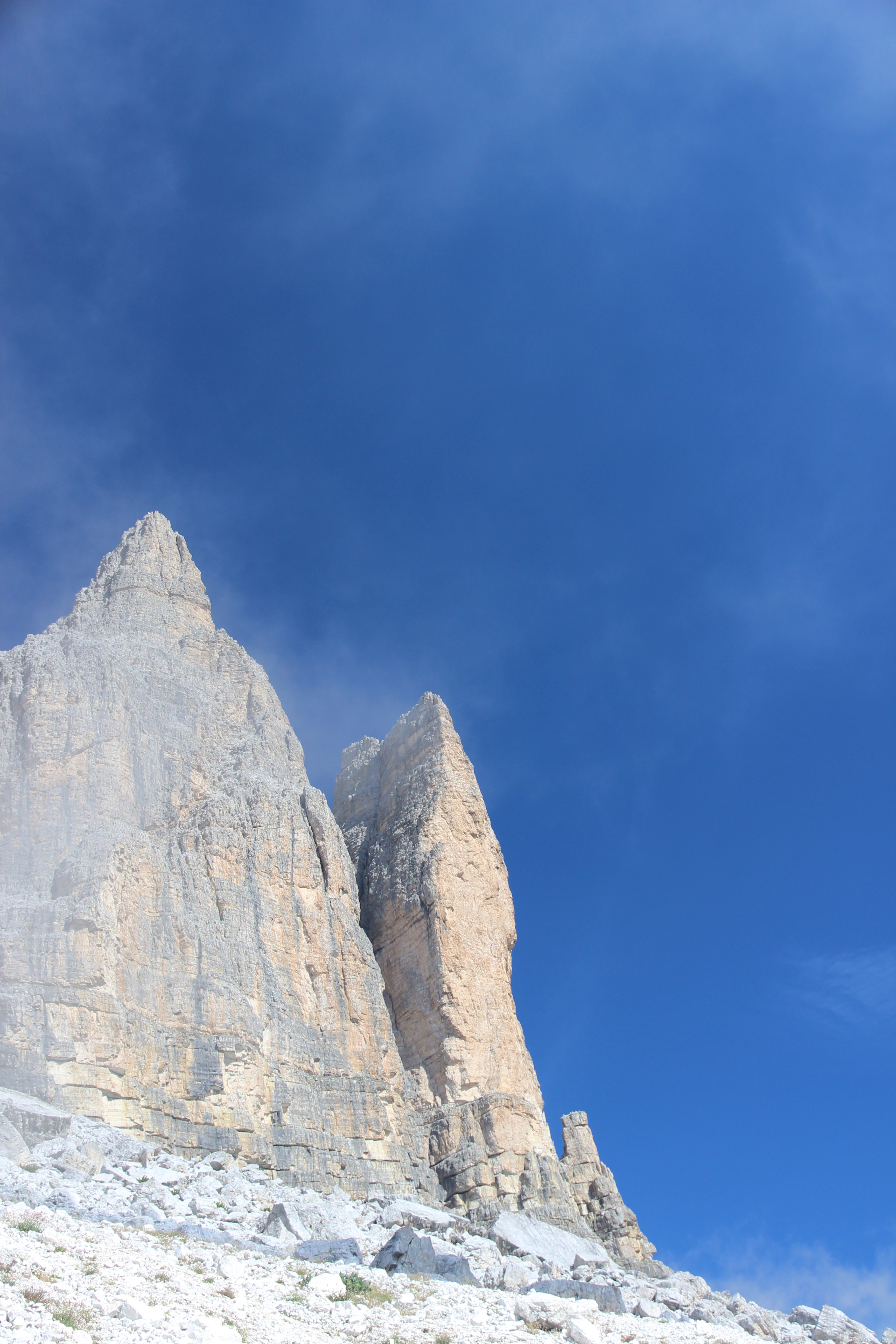
puis le Les 3 Cime se sont dévoilées.
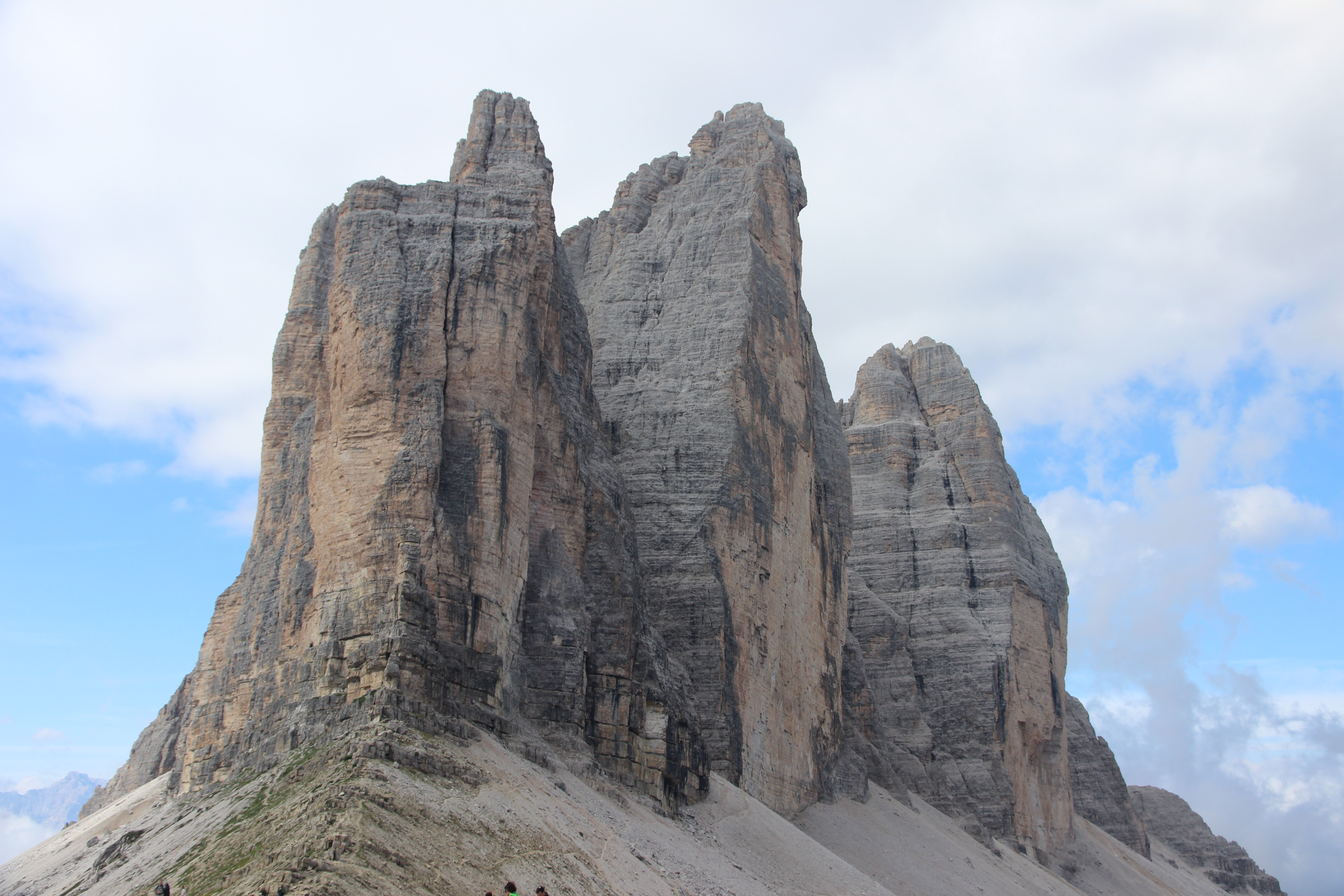
Après le refuge Locatelli, retour vers le refuge Auronzo.

Différentes vues des Tre Cime di Lavaredo
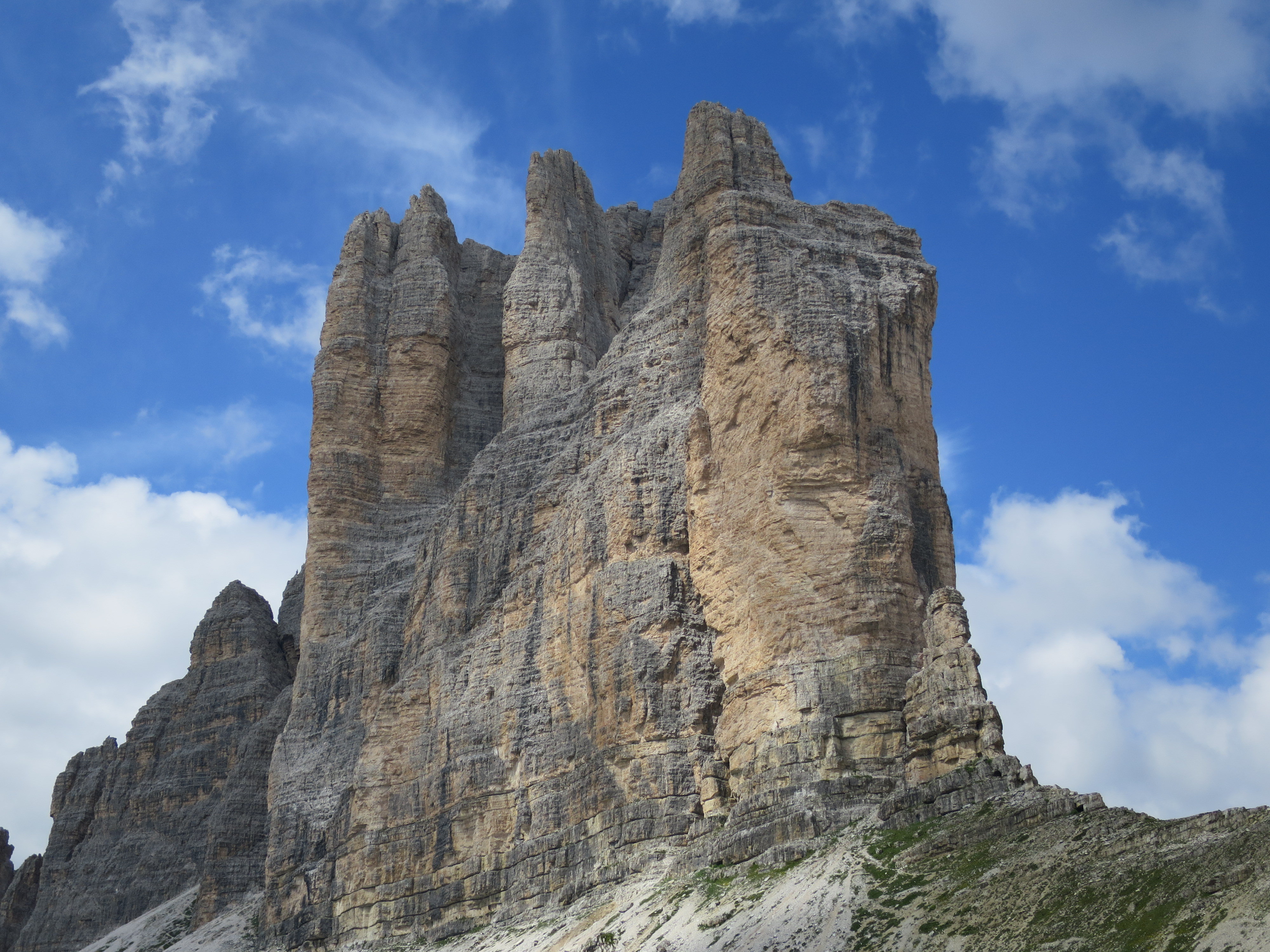
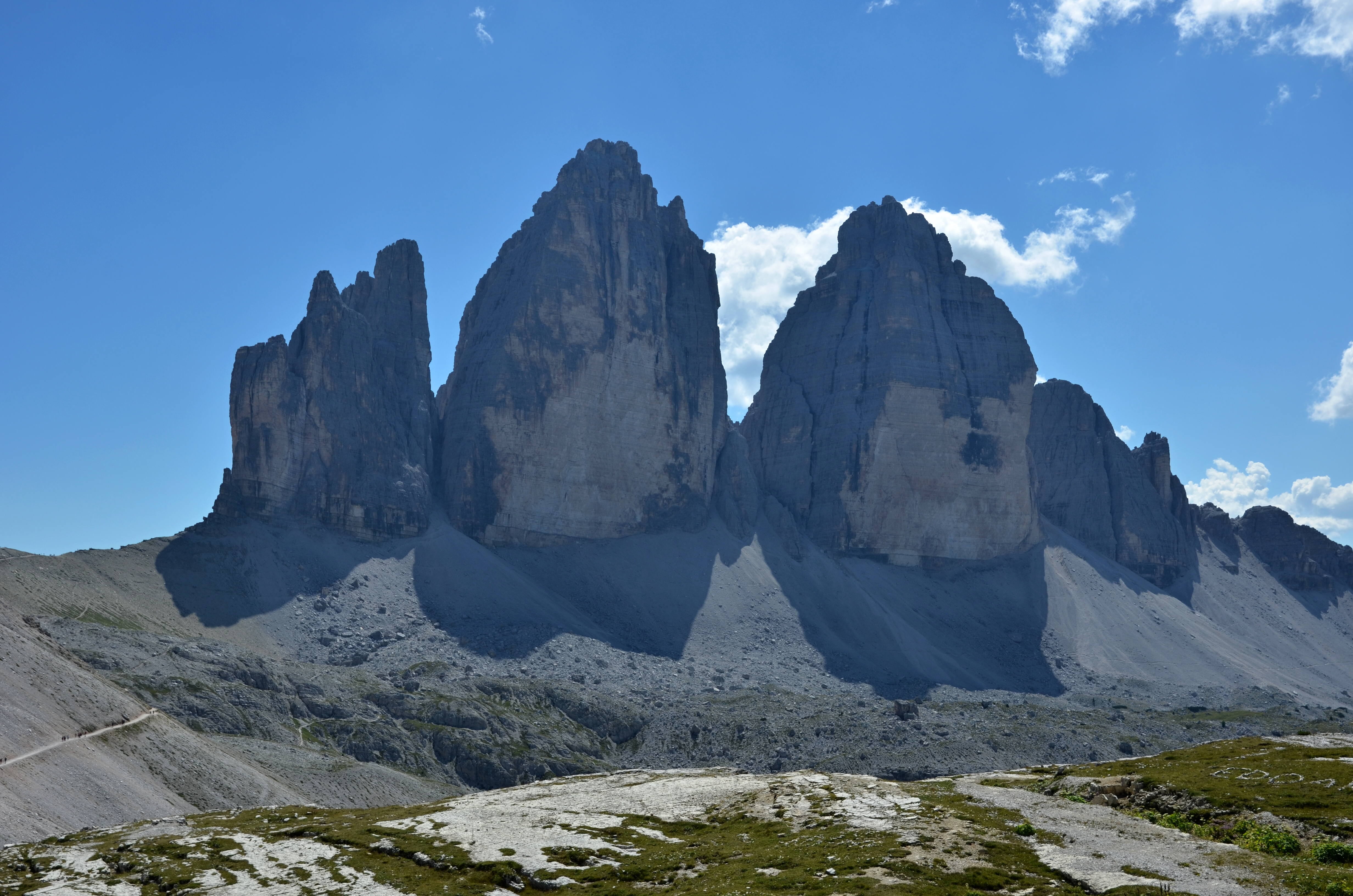
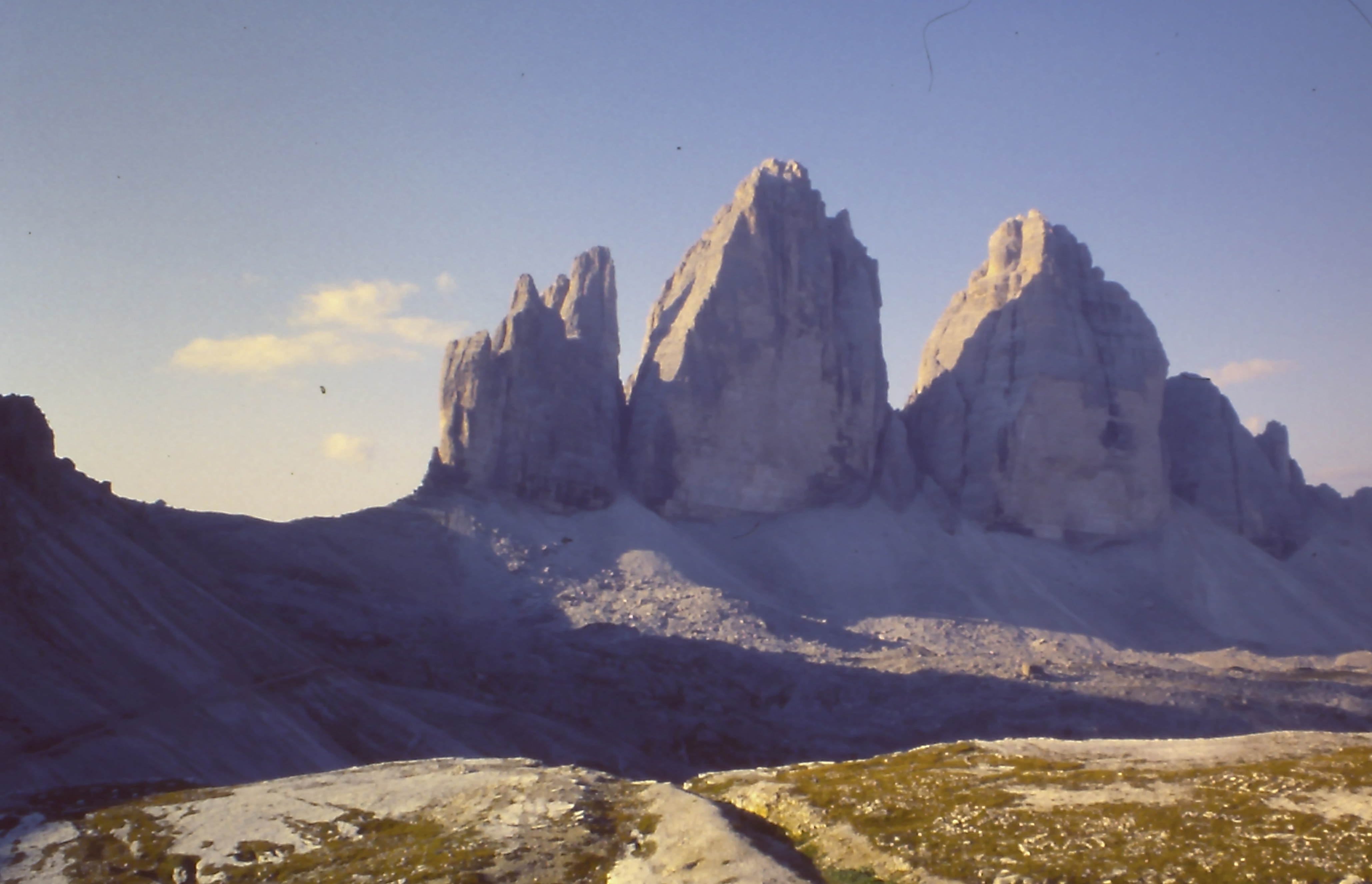
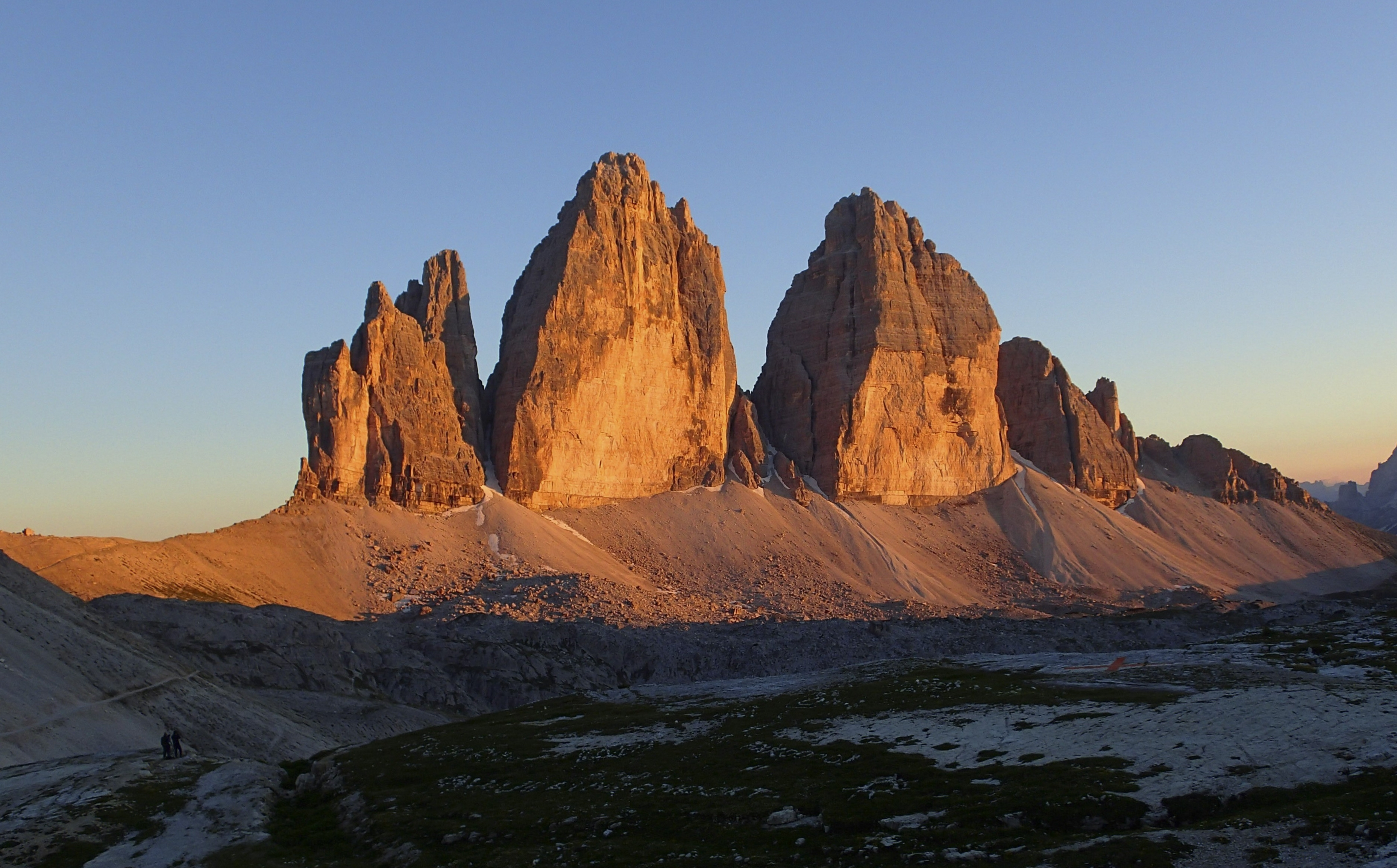
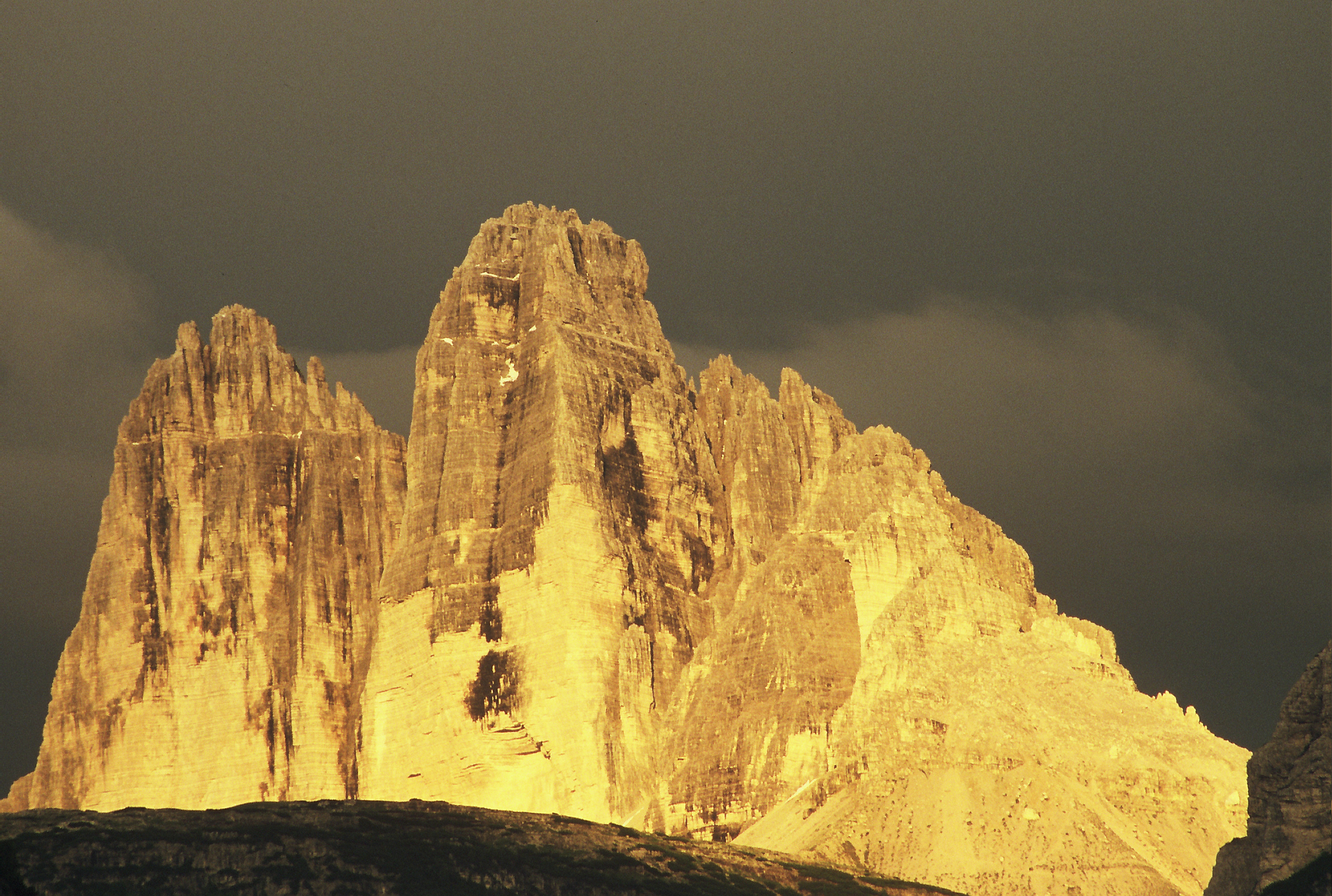
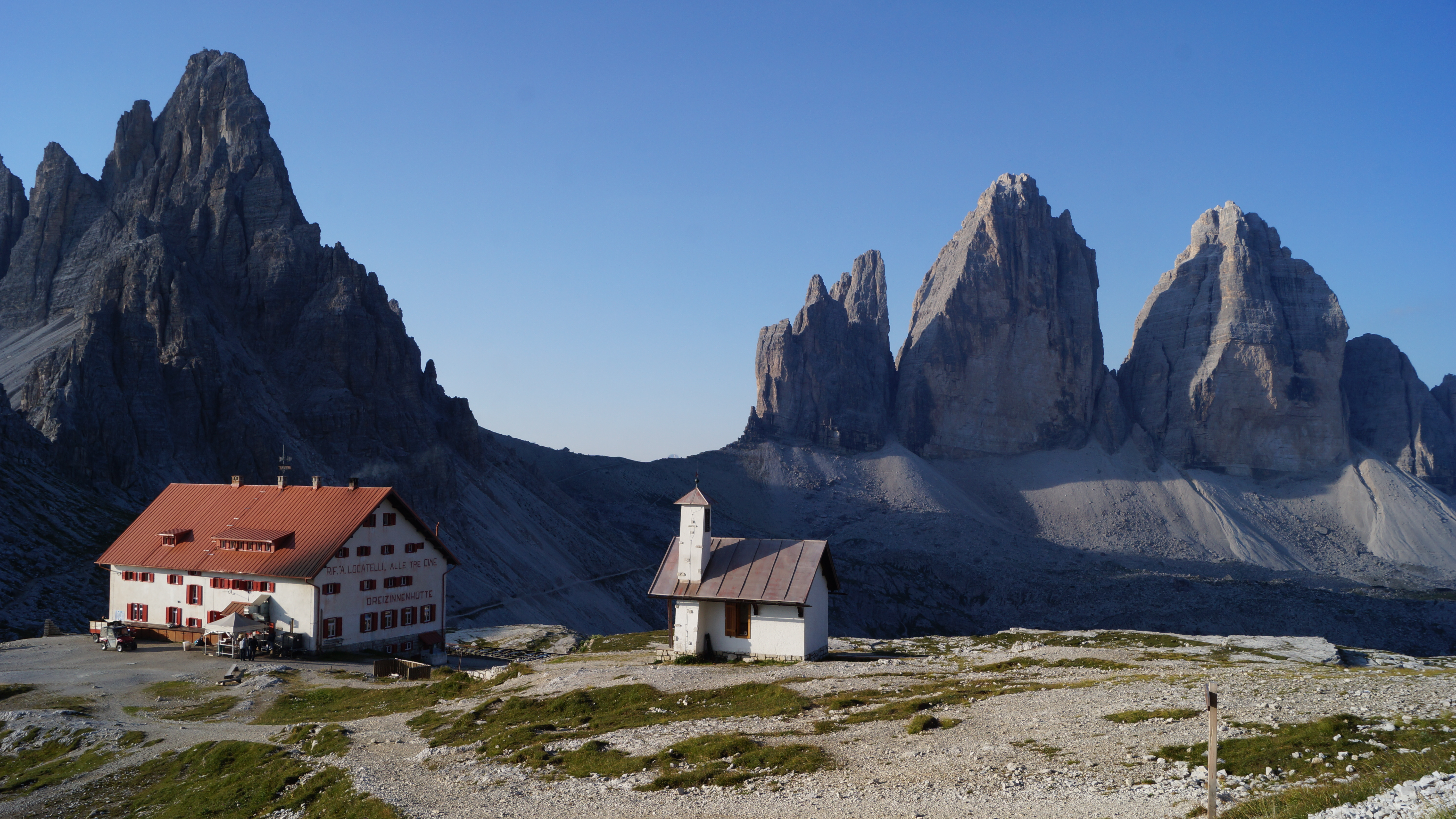
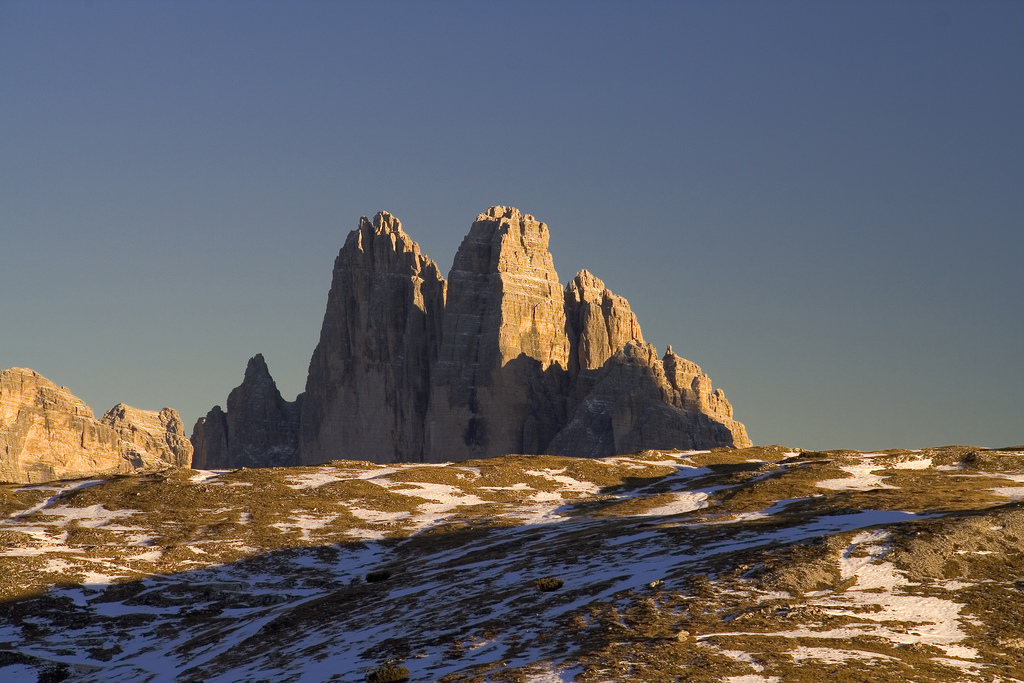
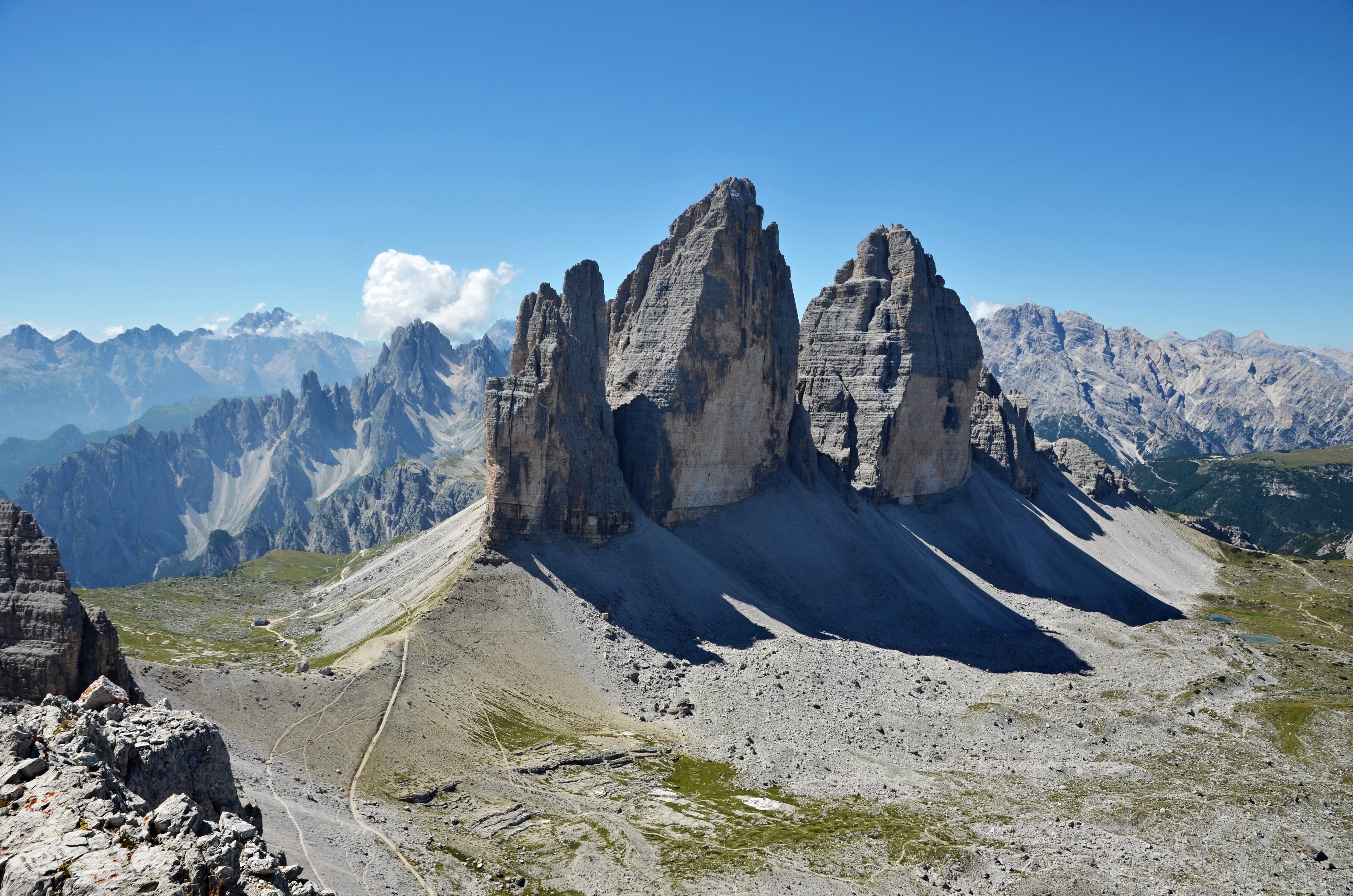

On peut également contempler leurs faces depuis les via ferrata qui les entourent, ou les découvrir au hasard des sentiers ('sentiero attrezzato'). En voici quelques exemples.   

#### Via ferrata DeLuca - Innerkofler
Peu après le refuge Lavaredo et la Forcella du même nom à 2454 m, la via ferrata DeLuca-Innerkofler suit une ligne de défense militaire de la guerre 1915-1918 et passe par des galeries creusées par les soldats dans le mont Paterno (2 744 m) que l'on peut rejoindre au passage et qui fut le lieu du duel mortel entre Innerkofler (it) du côté autrichien et Piero de Luca du côté italien. Le panorama est grandiose.

Vues à partir de la via ferrata DeLuca-Innerkofler
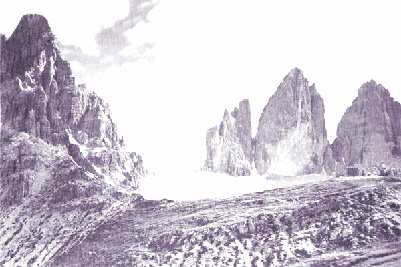
À gauche le Mont Paterno, au fond les Tre Cime vues du côté autrichien (guerre 1915-18).
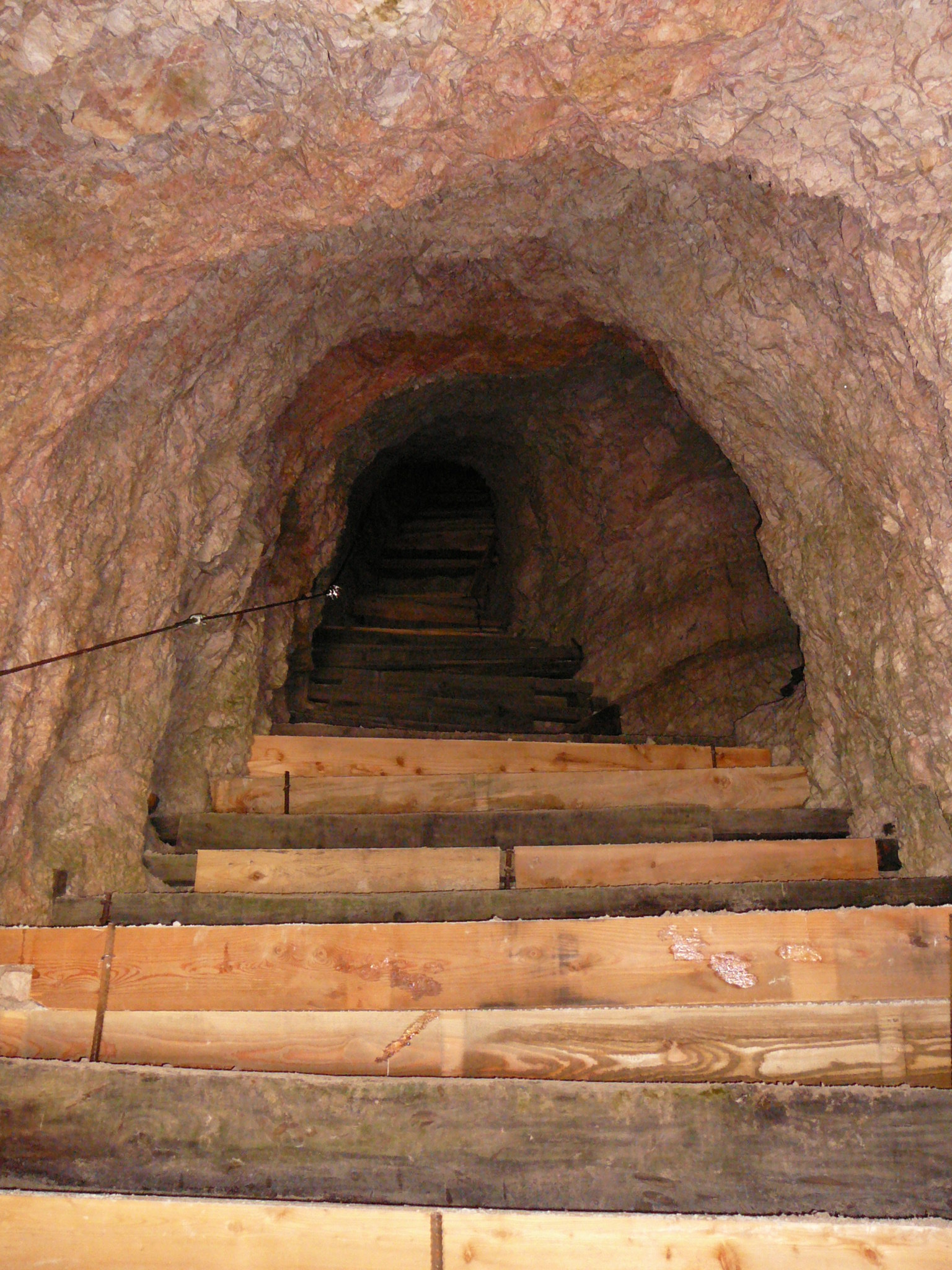
Entrée d'une des galeries avec le câble de la via ferrata.
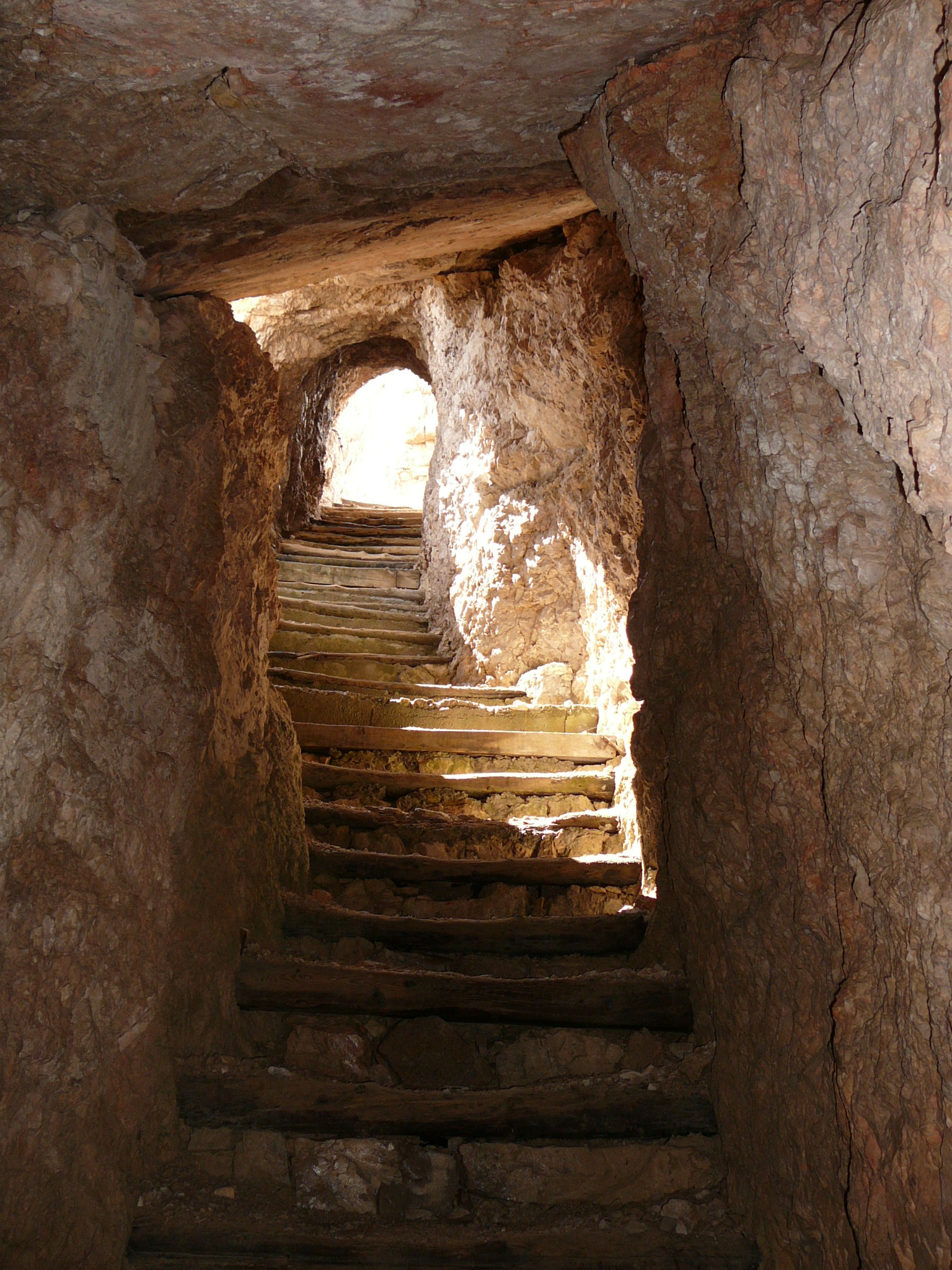
Galerie sous le Mont Paterno.
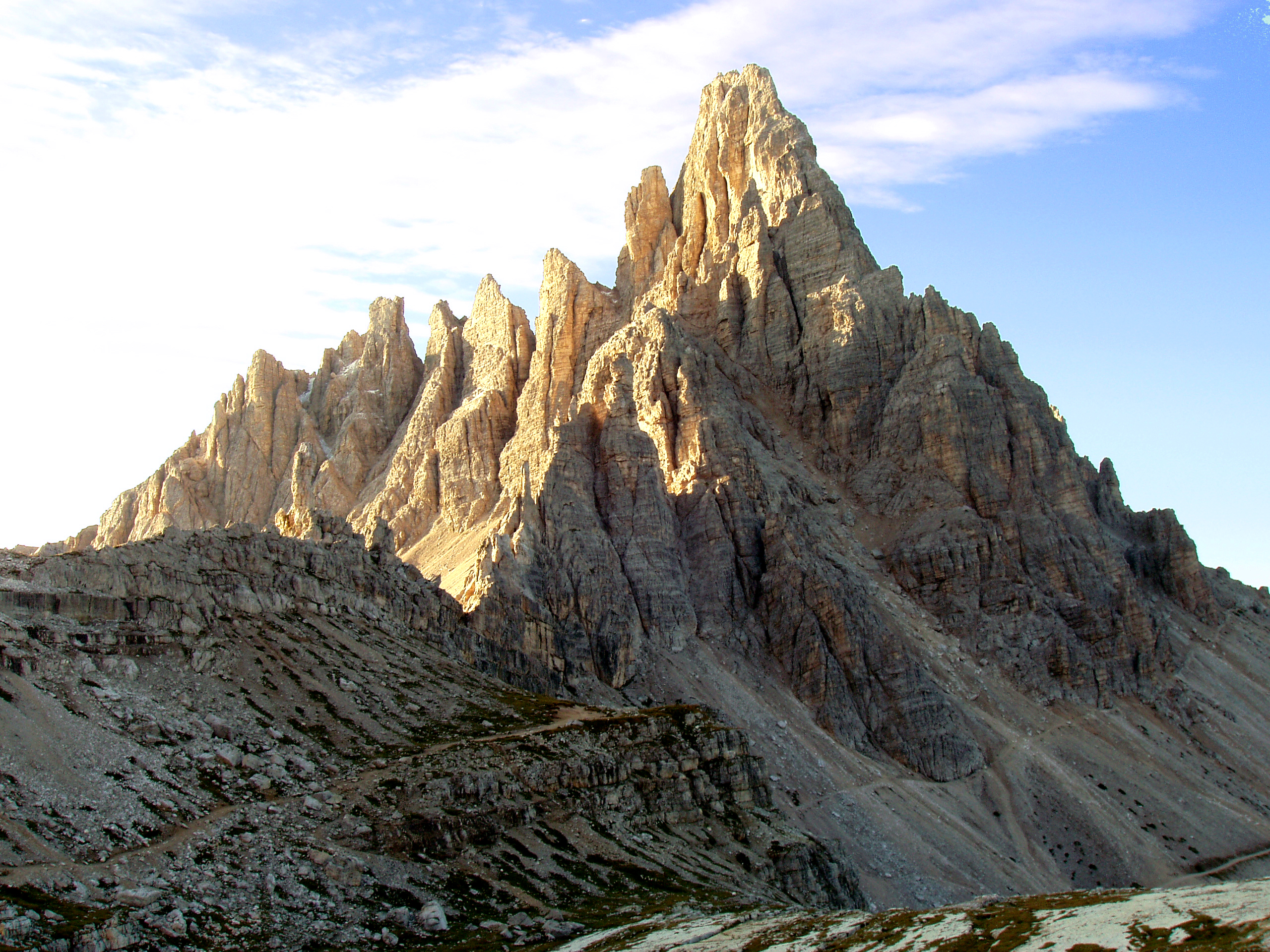
Le mont Paterno (2 744 m).
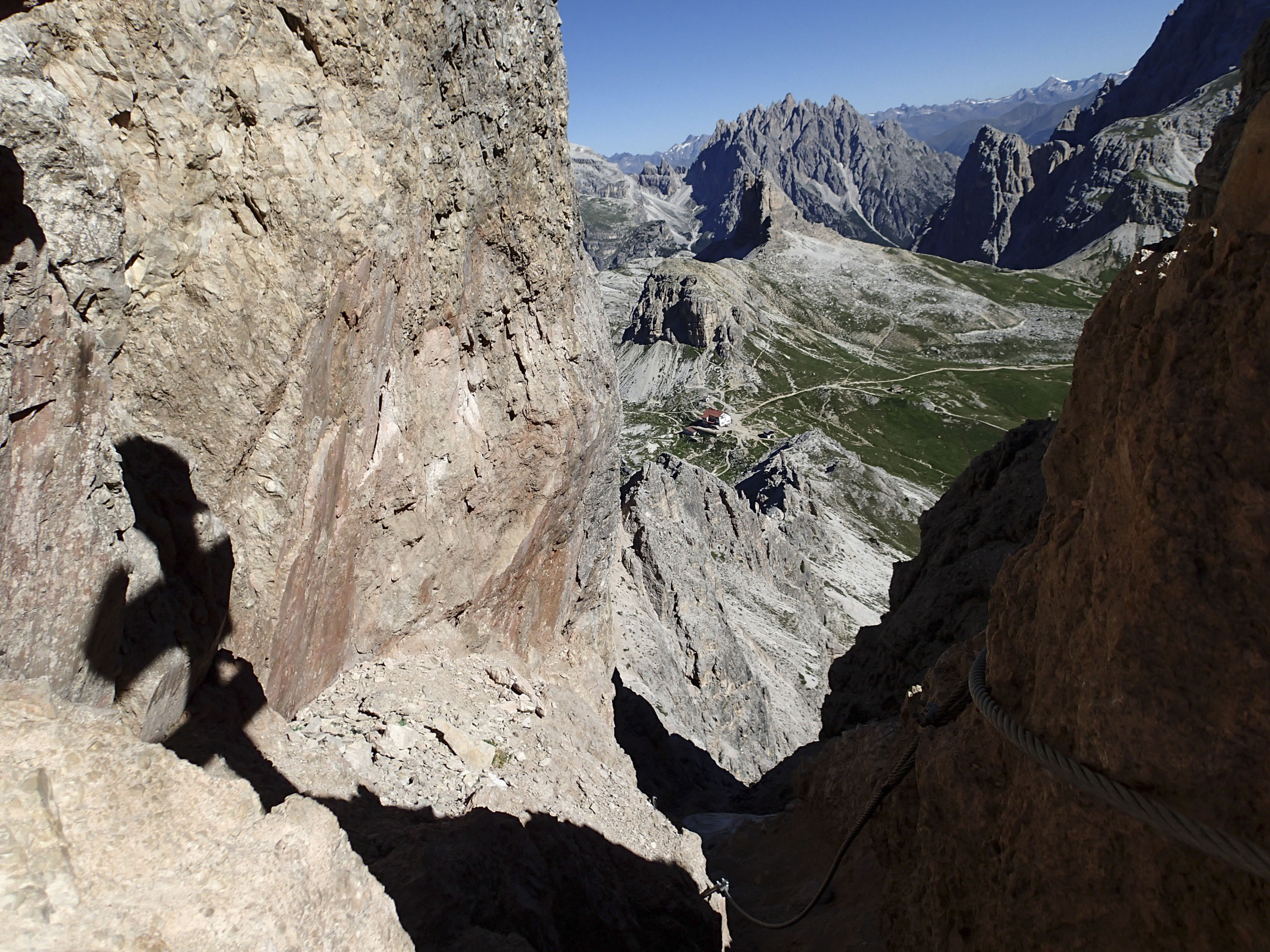
Vue de la via ferrata De Luca Innerkofler.
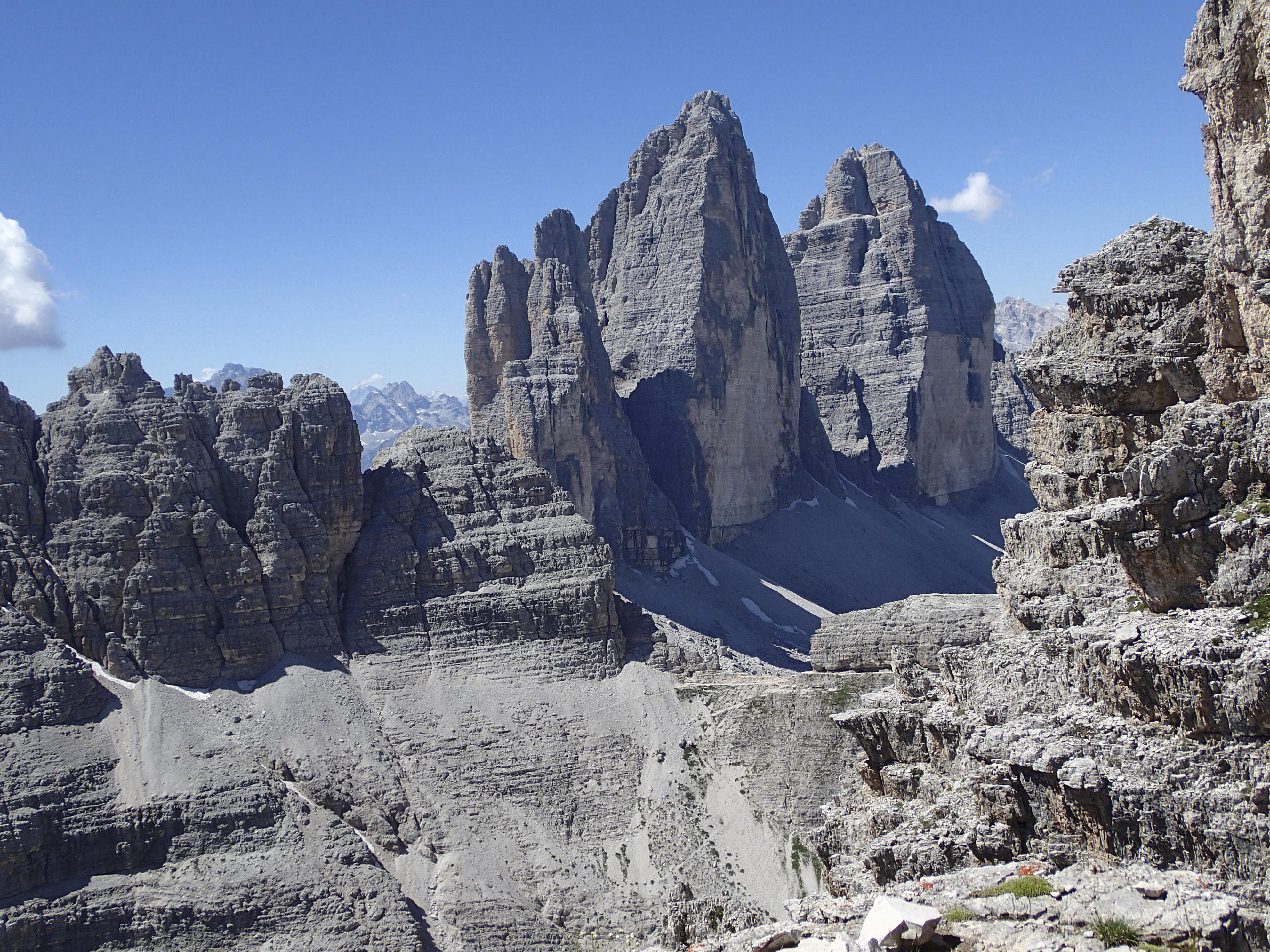
Vue sur les 3 cimes  de la via ferrata.
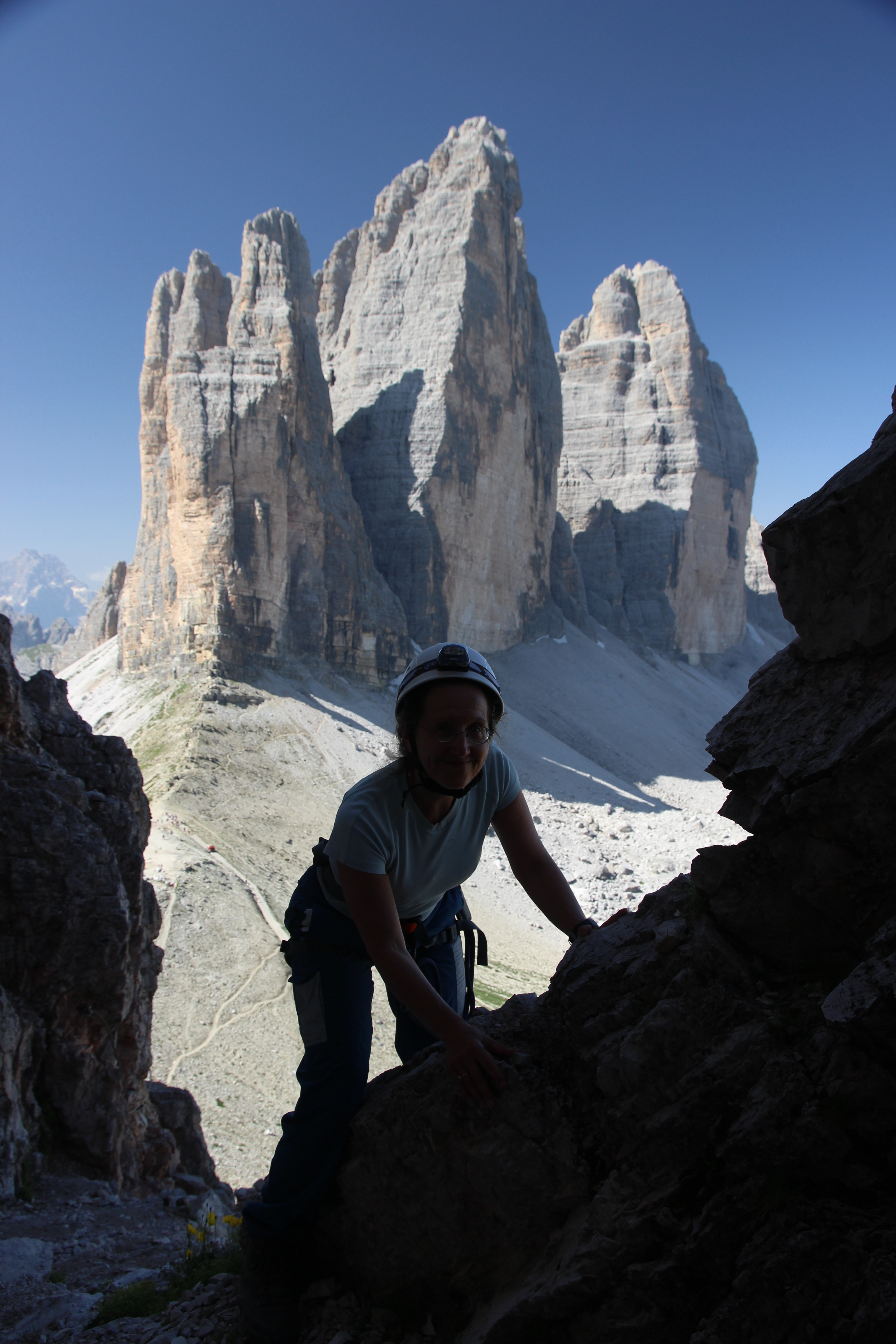
Vue à travers une galerie de la via ferrata.